# Jonathan Kitilit
Jonathan Kiprotich Kitilit (ur. 24 kwietnia 1994) – kenijski lekkoatleta specjalizujący się w biegach średnich.
Srebrny medalista juniorskich mistrzostw Afryki w biegu na 800 metrów (2013). W 2015 zajął 4. miejsce na światowych igrzyskach wojska w Mungyeong.
Rekordy życiowe: bieg na 800 metrów – 1:43,05 (27 sierpnia 2016, Paryż); bieg na 1000 metrów – 2:13,95 (25 sierpnia 2016, Lozanna).

## Osiągnięcia
| Rok  | Impreza                             | Miejsce    | Konkurencja         | Lokata      | Wynik   |
| ---- | ----------------------------------- | ---------- | ------------------- | ----------- | ------- |
| 2013 | Mistrzostwa Afryki juniorów         | Bambous    | bieg na 800 metrów  | 2. miejsce  | 1:48,03 |
| 2015 | Światowe wojskowe igrzyska sportowe | Mungyeong  | bieg na 800 metrów  | 4. miejsce  | 1:46,43 |
| 2015 | Światowe wojskowe igrzyska sportowe | Mungyeong  | bieg na 1500 metrów | 10. miejsce | 3:51,19 |
| 2018 | Igrzyska Wspólnoty Narodów          | Gold Coast | bieg na 800 metrów  | 6. miejsce  | 1:46,12 |